# اقتصاد الإمارات العربية المتحدة
شهد اقتصاد الإمارات العربية المتحدة ازدهارًا كبيرًا جعل الدولة ضمن المراتب الأولى من حيث بعض المؤشرات الاقتصادية، كمعدل دخل الفرد ومعدل استهلاك الفرد للطاقة، وقد بلغ الناتج القومي الخام 414 مليار دولار سنة 2018. وتحتل الإمارات بذلك المرتبة الثانية بين دول الخليج وذلك بعد السعودية التي تحتل المرتبة الأولى. كذلك تحتل المرتبة الثالثة في منطقة الشرق الأوسط وشمال أفريقيا بعد المملكة العربية السعودية وتركيا كما تحتل المرتبة 29 في العالم حسب تقديرات البنك الدولي لعام 2018، الجدير بالذكر الإمارات عمومًا وأبوظبي خصوصًا تضم أعلى نسبة أثرياء في العالم حيث زاد عددهم عن 75 ألف مليونير أي بنسبة نسبة 8.8%.
في السابق، اعتمد اقتصاد المنطقة بشكل كبير على الزراعة، الصيد، تجارة التمور، واللؤلؤ. غير أن اكتشاف النفط في الخمسينات أحدث تغيير جذري في هيكل الحياة الاقتصادية، ساعدها في ذلك موقعها الاستراتيجي، الإنفاق الحكومي وسياسات الدولة في التنويع الاقتصادي والجهود التي تبذلها الحكومة في الانتقال إلى اقتصاد قائم على المعرفة عبر تشجيع الابتكار، وتعزيز الإطار التنظيمي للقطاعات الرئيسية.من الجدير بالذكر أن الإمارات حازت المركز 31 في مؤشر الابتكار العالمي عام 2023، لكنها تراجعت للمركز 32 في مؤشر عام 2024.

وفي 19 يونيو 2024 تصدرت الإمارات دول العالم في استقطاب الأشخاص أصحاب الثروات الذين تدفقوا عليها خلال 2023، وذلك وفقاً لنتائج "تقرير هجرة الثروات الشخصية، لعام 2023".
كما حلت دولة الإمارات في المرتبة الأولى عالمياً للعام الثالث على التوالي، في تقرير المرصد العالمي لريادة الأعمال لعام 2023 - 2024، بعدما سجلت معدل 7.7، وهو رقم قياسي يتم تسجيله للمرة الأولى في تاريخ التقرير منذ إطلاقه.
وفي عام 2024 حصلت دولة الامارات على المركز الأول في تصنيف أكثر الدول المستقرة اقتصادياً ، والذي يندرج تحت مؤشر «أفضل دول العالم» الصادر عن «يو إس نيوز»

## خلفية تاريخية

رفع علم الدولة معلنين قيام دولة الإمارات العربية المتحدة في 2 ديسمبر سنة 1971.

شكّل اكتشاف النفط في منطقة الخليج نقطة تحوّل كبرى في تاريخها، فكانت اقتصاد الإمارات في بادئ الأمر يعتمد على الزراعة في الواحات، وصيد السمك وتجارة التمور واللؤلؤ. ففي العام 1936، عندما حصلت شركة نفط العراق على حق التنقيب عن النفط في إمارة أبوظبي تحت مسمى شركة الساحل المتصالح. في عام 1971 أسّس زايد بن سلطان حاكم أبوظبي شركة بترول أبوظبي الوطنية (أدنوك)، وفي 1974 أخذت شركة أدنوك حصّة 60% في كل من شركتي بترول أبوظبي وأدما، وكانت أول شُحنة من المناطق البحريّة في أبوظبي بجزيرة داس في شهر يونيو عام 1962، ومن ثم تبعتها أول ناقلة نفط منطلقة من ميناء جبل الظنة في عام 1963. ومع توسعة خور دبي عام 1959 ليستوعب عدد أكبر من السّفن، زادت أهميّة دبي كمركز تجاري ومحطة لإعادة التّصدير. اكتُشِفَ النفط في دبي عام 1966 تصديره في نفس العام. توالت اكتشافات النفط في باقي الإمارات ففي عام 1972 اُكتشف النفط بإمارة الشارقة وفي عام 1976 بإمارة رأس الخيمة 
في 2 ديسمبر 1971، تمّ الإعلان رسميًّا عن تأسيس دولة مستقلة ذات سيادة مكوّنة من اتحاد بين إمارة أبوظبي، ودبي، والشارقة، وعجمان، وأم القيوين، والفجيرة، وفي 10 فبراير 1972 انضمّت رأس الخيمة إلى الاتحاد. مع تأسيس الدولة شكّل النفط 90% من الإنتاج المحلّي وما بين النصف الثاني من السبعينات وحتى أوائل الثمانينات شكّل النفط 51% من الناتج المحلّي وفي منتصف الثمانينات كان المتوسط نحو 40%، ومن 2000 إلى 2014 شكّل النفط 32% من الناتج المحلّي. وفي الثمانينيات عانت موازنة الإمارات من عجز كبير نظرًا لتدني أسعار النفط، لذا اعتمدت الدولة على التنويع في الموارد الاقتصادية. شهدت هذه الفترة أيضًا قفزة كبيرة في دخول القطاع الخاص في مجال الاستثمار الصناعي كذلك دخول الخصخصة والتحرير المالي وتقليص التدخل الحكومي إلى الفِكْر الاقتصادي الإماراتي.
أعلنت الحكومة الإماراتية عن إعادة هيكلة ودمج واسع النطاق لأكثر من 50٪ من هيئاتها الاتحادية شاملة الوزارات والإدارات في محاولة للتعافي من الأزمة الاقتصادية التي أعقبت الإغلاق الذي دام طويلًا لمكافحة فيروس كورونا.

## الناتج المحلي الإجمالي
يعد الاقتصاد الإماراتي ثاني أقوى اقتصاد عربي بعد السعودية والثاني والثلاثون على مستوى العالم من حيث الناتج المحلي الإجمالي.
| الإمارة                  | الناتج المحلي الإجمالي (بالمليون) | الناتج المحلي الإجمالي (بالمليون) | الناتج المحلي الإجمالي (بالمليون) | الناتج المحلي الإجمالي (بالمليون) | الناتج المحلي الإجمالي (بالمليون) | الناتج المحلي الإجمالي للفرد (بالألف) | الناتج المحلي الإجمالي للفرد (بالألف) | الناتج المحلي الإجمالي للفرد (بالألف) | الناتج المحلي الإجمالي للفرد (بالألف) | المصادر |
| الإمارة                  | الترتيب                           | الأسعار الجارية                   | الأسعار الثابتة                   | التغير (الأسعار الجارية) (%)      | المشاركة (%)                      | ترتيب                                 | الأسعار الجارية                       | الأسعار الثابتة                       | المشاركة (%)                          | المصادر |
| الإمارات العربية المتحدة |                                   |                                   |                                   |                                   |                                   |                                       |                                       |                                       |                                       |         |
| إمارة أبوظبي             | 1                                 | 778,501                           | 770,011                           | -18.9                             |                                   |                                       | 241.4                                 |                                       |                                       |         |
| إمارة دبي                | 2                                 | 386,476                           | 365,707                           | 2.7                               |                                   |                                       |                                       |                                       |                                       |         |
| إمارة الشارقة            |                                   |                                   |                                   |                                   |                                   |                                       |                                       |                                       |                                       |         |
| إمارة رأس الخيمة         |                                   |                                   |                                   |                                   |                                   |                                       |                                       |                                       |                                       |         |
| إمارة عجمان              |                                   |                                   |                                   |                                   |                                   |                                       |                                       |                                       |                                       |         |
| إمارة الفجيرة            |                                   |                                   |                                   |                                   |                                   |                                       |                                       |                                       |                                       |         |
| إمارة أم القيوين         |                                   |                                   |                                   |                                   |                                   |                                       |                                       |                                       |                                       |         |

## التنويع الاقتصادي

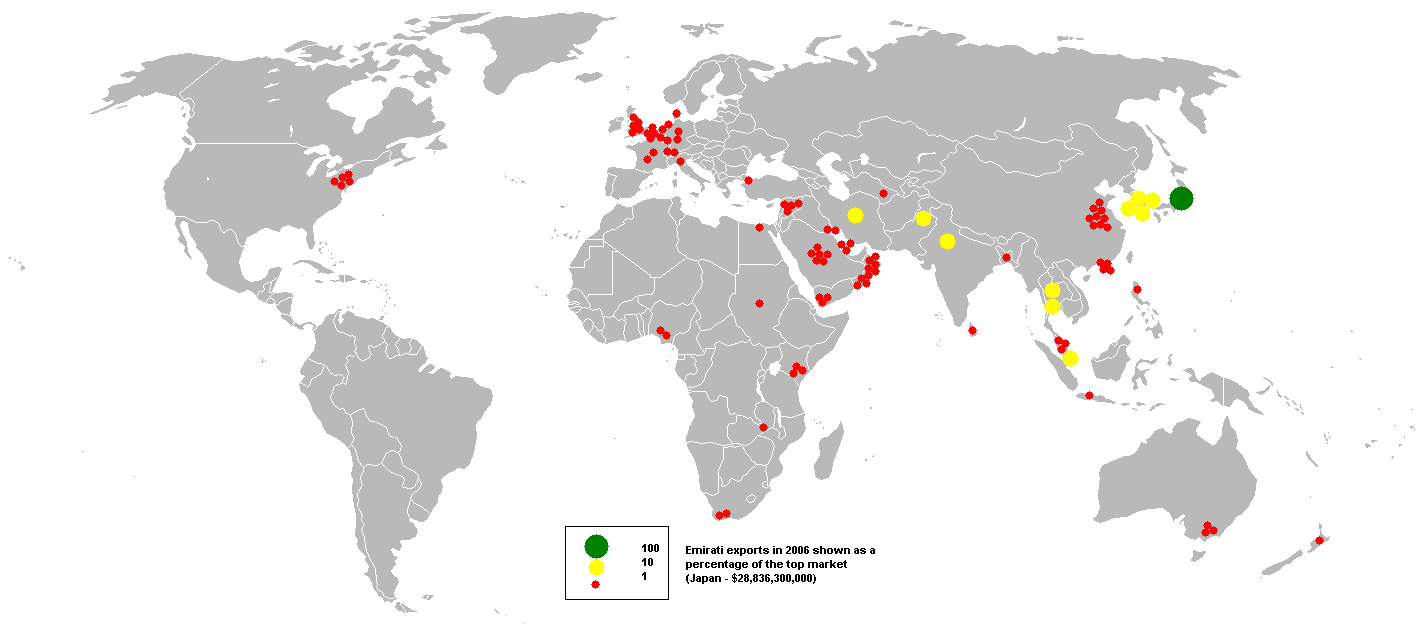
التجارة الخارجية للإمارات

رُغم السياسة الحاليّة التي تسعى إلى تقليل الاعتماد على الثروات الطبيعية لا تزال الصادرات تعتمد بشكل كبير على النفط والغاز وخاصة في إمارة أبوظبي. ففي سنة 2003 أنتجت الإمارات 2,3 مليون برميل يوميًّا إلا أن 85% من الإنتاج يتركز في إمارة أبوظبي والباقي أساسًا في إماراتي دبي والشارقة والتي يقدر الخبراء أن احتياطياتها ستنفد في أقل من 10 سنوات.
تشهد الإمارات حاليا طفرة عقارية كبرى مع ارتفاع أسعار النفط، ويقدر حجم المشاريع العقارية قيد الإنشاء ب350 مليار دولار. كما حاولت إمارة دبي في السنوات الأخيرة تنويع مصادر اقتصادها وتقليل اعتماده على الموارد الطبيعية وشرعت في إنشاء مشاريع سياحية ضخمة من أشهرها فندق برج العرب وبرج خليفة أطول مبنى في العالم إضافةً إلى إنشاء سوق مصرفية وتشجيع الاستثمار الأجنبي عبر تشريعات خاصة كالسماح بملكية الأجانب للأراضي لمدة تصل إلى 99 سنة. كما تعد منطقة جبل علي من المناطق المزدهرة في إمارة دبي إذ تحتوي على مقار أكثر من 2000 شركة وذلك لوجود مطار دولي كبير (مطار آل مكتوم) المزمع إنشاؤه وميناء في المياه العميقة (ميناء جبل علي) إضافة إلى منطقة للتجارة الحرة (المنطقة الحرة في جبل علي) والتي تخلو من أي ضرائب مفروضة. وهي من المواقع الجاذبة للاستثمار العالمي.
كما تعتبر دبي أكبر سوق للذهب في العالم وتستحوذ على 40 بالمئة من تجارته العالمية
وتتفق آراء محللين على أن نجاح استراتيجيّة التنويع الاقتصادي قد حصّن النمو الاقتصادي من التقلبات التي تشهدها أسواق النفط العالميّة، بحيث صار الاقتصاد الإماراتي أقل انكشافًا أمام التداعيات السلبيّة الناجمة عن أي انخفاضات في أسعار النفط، وبالتالي، وعلى الرغم من ورود توقعات بأن تهدأ وتيرة النمو الاقتصادي في الدول الخليجية نتيجة الانخفاضات في أسعار النفط، إلا أن الآراء تتوقع بأن يلعب القطاع غير النفطي في الإمارات دورًا معوضًا لأي تراجعات مُحتملة في أسعار النفط، وهو الأمر الذي من شأنه أن يحافظ على ديمومة النمو الاقتصادي، رغم. وساعدت البنية التحتية المتطورة، التي تسهل أداء الأعمال، في أن تصبح دولة الإمارات العربية المتحدة مقصدًا للشركات العالمية الراغبة في توسيع تواجدها في المنطقة.

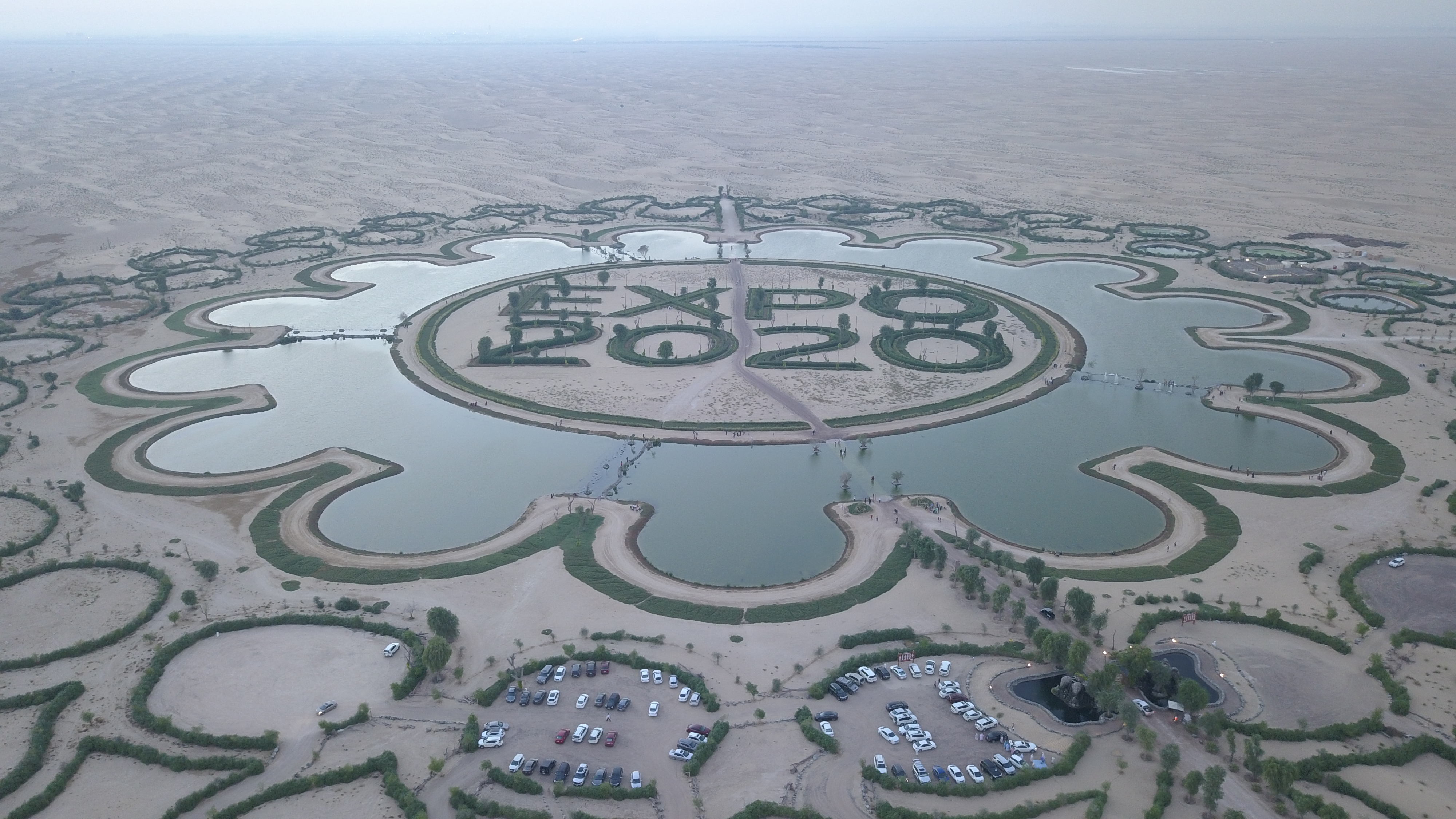
«إكسبو 2020»

فبحسب صندوق النقد الدولي، فإن ارتفاع معدل نمو اقتصاد دولة الإمارات خلال عام 2015، يعود إلى المساهمة المرتفعة للقطاعات غير النفطية، والتي تسجل معدل نمو يزيد على 6% خلال عامي 2014 و 2015، ومنها، المصارف والسياحة والتجارة والعقارات، وتزايد قوة إنفاق المستهلكين والسائحين، وتواصل الإنفاق الحكومي القوي على مشروعات البنية التحتية. كما يُتوقع أن يساهم تنظيم «إكسبو 2020» في تعزيز ازدهار اقتصاد دبي خلال السنوات المقبلة على كافة الأصعدة.
وساهمت، كذلك، الطفرة العقارية وما رافقها من تطور كبير في البنية التحتيّة في دولة الإمارات خلال السنوات الماضية بتحويلها إلى مقصد سياحي؛ يتدفق عليه الزوار من أنحاء العالم؛ كما سعت الدولة إلى التركيز على القطاع الصناعي باعتباره أحد الركائز الأساسية في تحقيق النمو الاقتصادي المستدام، وبدأت بالصناعات المرتبطة بالقطاع النفطي؛ كما ركزت على الاهتمام بالصناعات الأخرى، وتحديدًا الصناعات المعدنية، والأثاث، وصناعة الخشب، وصناعة الألمنيوم، ومواد البناء، والآلات والمعدات.
في عام 2023، أبرمت شركة أدنوك ورئيسها التنفيذي سلطان الجابر ما لا يقل عن 20 صفقة تجارية بقيمة تقارب 100 مليار دولار. وزُعم أن شركة النفط الحكومية استغلت رئاسة الإمارات العربية المتحدة لمؤتمر الأطراف الثامن والعشرين لمتابعة صفقات النفط والغاز. ووفقًا للوثائق المسربة، استهدف فريق الجابر 16 دولة للضغط على الشركات أو المندوبين أو الوزراء بشأن مثل هذه الصفقات. وسعت أدنوك إلى إبرام صفقات مع شركات من 12 دولة، بما في ذلك 11 من الدول الست عشرة المستهدفة. ناقش الجابر وكبار مسؤولي أدنوك الصفقات علنًا. تم استبعاد فرق تنظيم مؤتمر الأطراف الثامن والعشرين من الاجتماعات واستبدالها بمسؤولي أدنوك، مما ترك مجموعة مغلقة أبرمت الصفقات.17 فبراير 2025 - وقعت دولة الإمارات العربية المتحدة وجمهورية أوكرانيا اتفاقية للشراكة الاقتصادية الشاملة، والتي يُتوقع أن تساهم في إضافة 369 مليون دولار إلى الناتج المحلي الإجمالي للإمارات بحلول عام 2031. وذلك وفقاً لما أفادت به وكالة أنباء الإمارات (وام) الرسمية يوم الإثنين.
استهدفت الإمارات العربية المتحدة معلمًا رئيسيًا آخر في خططها للتنويع، حيث منحت ترخيص "مشغل مرافق الألعاب التجارية" لشركة Wynn Resorts في أكتوبر 2024. تطور Wynn منتجعًا متكاملًا بقيمة 3.9 مليار دولار، وهو Wynn Al Marjan Island، في رأس الخيمة، والذي سيشمل أيضًا مكون كازينو بمساحة 224000 قدم مربع. ومن المقرر افتتاح المشروع في عام 2027، ويهدف إلى استهداف السياح الأجانب وتعزيز السياحة. وعلى الرغم من أن الإمارات العربية المتحدة أنشأت الهيئة العامة لتنظيم الألعاب التجارية (GCGRA) في سبتمبر 2023، إلا أنها لا تمتلك قوانين تشرع المقامرة أو أدواتها وآلاتها. تظل المقامرة من المحرمات الثقافية وغير القانونية للمواطنين المحليين. وعلى الرغم من إنشاء مرفق الكازينو في الإمارات، تجنب مشغلو المشروع والمطلعون الحديث عنه علنًا. 

## القطاع العقاري
يعتبر القطاع العقاري بالإمارات الأكثر جذب وتنافسية مقارنة بباقي الدول المجاورة. ففي العام 2002 قد سُمح للأجانب بتملك العقارات في دبي وكان منها بداية تحول السوق العقاري واتجاه الي السوق العالمي.
 وقد ساعد على هذا أن الإمارات تعد ملاذًا لمن لا يريد دفع الضرائب، وسهولة الإجراءات والقوانين التي تحكم امتلاك العقارات. إلا أن في العام 2008 كان قد انهار السوق العقاري بإمارة دبي كليًا وانخفضت قيمة العقارات إلى النصف. كانت المضاربة العقارية أحد أسباب هذه الأزمة. وعادت مرة أخرى طفرة دبي العقارية، حيث تجاوزت مبيعات دبي السكنية في 10 أشهر عام 2022 بأكمله.
وقد حلّت الإمارات ممثلة في دبي بالمركز الثالث في قائمة أفضل الأماكن لشراء العقار في العالم، في قائمة ضمت عشر أسواق عالمية نشرتها صحيفة تلغراف، متقدمة على أسواق عريقة مثل فرنسا، والولايات المتحدة، وإيرلندا، ومايوركا.
كما بلغت قيمة التداولات والتصرفات العقارية نحو 893 مليار درهم بنهاية عام 2024 بعد تسجيل أكثر من 331.3 ألف تصرف عقاري، فيما تجاوزت قيمة الرهون العقارية 229.3 مليار درهم تمثل تنفيذ أكثر من 50 ألف معاملة دون رهون العقارية لإمارة عجمان.
و تتوقع تقارير دولية بأن يواصل القطاع نموه التصاعدي في عام 2025، وذلك بفضل البيئة الاستثمارية المحفزة في الدولة ولا سيما مع ترقب تنفيذ العديد من المشاريع العقارية الجاذبة للاستثمارات المحلية والدولية.

## القطاع النفطي
للقطاع النفطي الإمارتي النصيب الأكبر في الناتج القومي منذ أن اُكتشف النفط في الإمارات عام 1953 وبدأ الإنتاج الفعلي عام 1965 وقد شكّل اللبنة الأولى في بناء دولة الإمارات الحديثة إلا أنه مع التطور الذي تشهده الإمارات في القطاعات المختلفة بات هناك توجه قائم يهدف إلى خفض مساهمة النفط في الناتج القومي إلى أن قارب 30% . وصلت الصادرات النفطية في العام 2015 إلى 50.34 مليار دولار. يبلغ الاحتياطي من النفط بدولة الإمارات 97.8 مليار برميل ما يمثل 7.61% من الاحتياطي العالمي ومن الغاز الطبيعي 83.8 مليار متر مكعبما يمثل 5 % من احتياطي الغاز العالمي. فيما بلغ إجمالي الصادرات للعام 2015 من النفط الخام 2441.5 ألف برميل/يوم من الغاز الطبيعي 9.6 مليار متر مكعب. بلغ الاستهلاك النفطي عام 2014 407 ألف برميل مكافئ /يوم.
بدأت دبي إنتاج وتصدير النفط منذ العام 1969 وبلغت الكمية وقتها 180 ألف برميل، وفي ذاك الوقت كانت إمارة دبي تمتلك احتياطياً مؤكداً من النفط يصل إلى 4 مليارات برميل و 117 مليار متر مكعب من الغاز. وبلغ سعر البرميل وقتها ما بين 12.21 و 13.55 دولار .

## القطاع الصناعي
يتم التركيز في الآونة الأخيرة على القطاع الصناعي ضمن خطة التحول إلى اقتصاد غير نفطي حيث ساهم القطاع الصناعي بنسبة بلغت 14%، ما يعادل 240 مليار درهم في 2014، لتصل إلى 252 مليار درهم نهاية 2015، ومن المتوقع أن يساهم القطاع الصناعي بنسبة 25% في الناتج المحلي للدولة بحلول 2021. فقد وصل عدد المنشآت الصناعية عام 2010 إلى 4960 منشأة.
كما ارتفعت الصادرات الصناعية الإماراتية إلى 187 مليار درهم، والصادرات الوطنية عالية التقنية إلى 3.5 مليار درهم في 2023، مع تحقيق نمو بنسبة 70% في الحلول التمويلية المرنة للقطاع الصناعي،

## القطاع الزراعي
تسعى الإمارات من خلال الاهتمام بالزراعة إلى تحقيق الأمن الغذائي وتقليص الفجوة الغذائية وتحدي العوائق التي فرضتها عليها خصائها الطبيعية كندرة المياه وقلة الأمطار وارتفاع درجات الحرارة وضعف التربة. أما يشمل القطاع الزراعي الإماراتي العيديد من المنتجات مثل الأسماك والدواجن والبيض ومشتقّات الحليب والخضار والفواكه، مثل الجوافة والموز والعنب والحمضيات والمانغو، ناهيك عن الفراولة التي تُزرَع في إمارتَي الشارقة ومنطقة العين، كذلك تشكل تربة إمارة رأس الخيمة الجبلية لزراعة الفواكه والخضار. ويعتبر التمر من المنتجات الزراعية الرئيسية بدولة الإمارات.

## التجارة الإلكترونية
وفي 18 مايو 2024 أفادت تقارير اقتصادية بأن إجمالي حجم سوق التجارة الإلكترونية في الإمارات وصل إلى 27.5 مليار درهم (نحو 7.5 مليار دولار) في العام 2023، حيث تصدرت قطاعات الملابس والأحذية، والإلكترونيات الاستهلاكيّة، ومنتجات الوسائط الإعلاميّة قائمة المراكز الثلاثة الأولى من حيث القيمة.

## القطاع المالي
ساهمت وزارة المالية في دولة الامارات بشكل فاعل في تحقيق التقدم في مجال الاستدامة المالية للدولة، من خلال تسجيل ما نسبته 3.2% كنسبة زيادة في الإيرادات الحكومية ، واستحداث مصادر جديدة للدخل، مثل منظومة الضرائب، حيث بلغت نسبة مساهمة الضرائب في الدخل 78% لعام 2021، وما نسبته 53% لعام 2022.وتحتل دولة الإمارات المركز الأول في قطاع الخدمات المصرفية في الشرق الأوسط وتمتلك الحصة الأكبر من أصول البنوك في المنطقة البالغة 3.2 تريليون دولار أمريكي وتقود التحول الرقمي السريع ما يضعها في صدارة مشهد التحول المالي الإقليمي.
وقد نجح مصرف الإمارات المركزي، في الحفاظ على نظام مصرفي ومالي مستقر وفعال من خلال تقديم خدمات مصرفية مركزية كفؤة وفعالة، والاحتفاظ بمعدلات قوية لكفاءة رأس المال والمخصصات والاحتياطيات

### مركز عالمي للابتكار المالي
تعد الإمارات سباقة في تطوير البنى التحتية الرقمية في القطاع المالي ، على مستوى الإستراتيجيات والتشريعات، والممكنات والمكونات الرقمية كالحوسبة السحابية وسرعة الاتصالات وأمن المعلومات كما تعد الإمارات من الدول الرائدة في تبني تطبيقات الذكاء الاصطناعي والبلوك تشين والعملات الرقمية،ما أسهم في خلق بيئة داعمة للتطور التكنولوجي والنمو السريع. وقد ارتفعت الاستثمارات العالمية في التكنولوجيا المالية خلال 2023 في الإمارات بنحو 92%، مدعومة باللوائح التنظيمية الصديقة للتكنولوجيا المالية والاعتماد على نطاق واسع للخدمات المصرفية الرقمية.

## التجارة الخارجية
وفيما يتعلق بالتجارة الخارجية، تعد سوق الإمارات العربية المتحدة واحدة من الأسواق الأكثر ديناميكية في العالم، حيث تقع بين أكبر 16 مصدراً وأكبر 20 مستورداً للسلع. الدول الخمس الرئيسية الشريكة لدولة الإمارات العربية المتحدة في عام ٢٠١٤ هي إيران (٣.٠٪)، والهند (٢.٩٪)، والمملكة العربية السعودية (١.٥٪)، وعُمان (١.٤٪)، وسويسرا (١.٢٪). أما الدول الخمس الرئيسية الموردة لدولة الإمارات العربية المتحدة فهي الصين (٧.٤٪)، والولايات المتحدة (٦.٤٪)، والهند (٥.٨٪)، وألمانيا (٣.٩٪)، واليابان (٣.٥٪).
في عام 2014، تمكنت الإمارات العربية المتحدة من تصدير 380.4 مليار دولار تهيمن عليها أربعة منتجات وهي [1] (19.8٪) الماس، سواء كان مشغولاً أم لا، ولكن غير مثبت... (3.4٪) الذهب في الإمارات العربية المتحدة (3.2٪) بما في ذلك الذهب المطلي بالبلاتين، غير مشغول... مصنوعات المجوهرات وأجزاؤها، من... (2.8٪). في العام نفسه، استوردت الإمارات العربية المتحدة 298.6 مليار دولار تهيمن عليها خمس دول وهي الصين (7.4٪)، الولايات المتحدة (6.4٪)، الهند (5.8٪)، ألمانيا (3.9٪)، اليابان (3.5٪).
من جهة، نجحت الإمارات العربية المتحدة في عام ٢٠١٣ في تصدير خدمات بقيمة ١٧ مليار دولار أمريكي، غلب عليها قطاع السفر (٦٧.١٣٪)، والنقل (٢٨.١٣٪)، والخدمات الحكومية (٤.٧٤٪). من جهة أخرى، استوردت خدمات بقيمة ٦٣.٩ مليار دولار أمريكي، غلب عليها قطاع النقل (٧٠.٦٨٪)، والسفر (٢٧.٧٠٪)، والخدمات الحكومية (١.٦٢٪).
في سبتمبر 2021، أعلنت الإمارات العربية المتحدة عن خططها لتعزيز علاقاتها التجارية مع الاقتصادات الأخرى، لا سيما في آسيا وأفريقيا. وأشارت الدولة إلى أنها تتطلع إلى استثمارات أجنبية داخلية تبلغ حوالي 150 مليار دولار أمريكي خلال السنوات التسع المقبلة، أي بحلول عام 2030. وكانت الإمارات تهدف إلى أن تكون من بين أكبر عشر دول استثمارية في العالم. إلا أنها واجهت منافسة شرسة من جارتها، المملكة العربية السعودية، مما أدى إلى اتساع الفجوة في التحالف المفترض بين البلدين. وصرح وزير الدولة الإماراتي للتجارة الخارجية قائلاً: "فليُعزز السعوديون المنافسة. هذا يعني أن الفطيرة ستكون أكبر، ووجود فطيرة أكبر يعني أن حصة الإمارات منها ستكون أكبر".
حدد الاتحاد الأوروبي تورط شركات إماراتية في تجارة مباشرة لمكونات الأسلحة مع روسيا. واستهدفت عقوبات الاتحاد الأوروبي شركتين إماراتيتين، هما "آي جيت غلوبال" و"ساكسيس لخدمات الطيران"، كانتا تُصدران سلعًا ذات استخدام مزدوج. وحذّر الاتحاد الأوروبي من أن الدول التي ستُستغل لصالح روسيا قد تُواجه حظرًا شاملًا على وارداتها من المعدات العسكرية والتقنية العالية من الاتحاد الأوروبي. علاوة على ذلك، من المتوقع نشوب حرب تجارية مع الإمارات إذا واصلت التعامل التجاري مع روسيا.
أدخلت دولة الإمارات العربية المتحدة تغييرات جوهرية على أنظمتها المتعلقة بترويج وتوزيع صناديق الاستثمار الأجنبية داخل الدولة. ومن بين هذه التغييرات، التي تجسدت في عدة قرارات صادرة عن هيئة الأوراق المالية والسلع، منع الصناديق المملوكة للأجانب من الإعلان عن وحداتها أو توزيعها علنًا في الدولة. وبدلاً من ذلك، اقتصرت هذه الأنشطة على التوزيع الخاص الموجه للمستثمرين المحترفين و/أو أطراف السوق المقابلة. ويمثل هذا التحول خطوة استراتيجية لتشديد شروط تفاعل الصناديق الأجنبية مع المستثمرين المقيمين في الإمارات، وخاصةً عملاء التجزئة والمستثمرين المحترفين، مما يؤكد التوجه نحو بيئة استثمارية أكثر تنظيمًا.
أدت هذه التحديثات التنظيمية أيضًا إلى تغييرات في توزيع الأموال على المستثمرين المحترفين، إذ لم يعودوا معفيين بموجب قواعد هيئة الأوراق المالية والسلع. ويُسمح الآن فقط للشركات المرخصة من قبل الهيئة لممارسة نشاط "الترويج" المنظم بترويج هذه الصناديق، وذلك على أساس الاكتتاب الخاص فقط. علاوة على ذلك، يُحظر تمامًا ترويج أو توزيع الأموال الأجنبية على المستثمرين الأفراد، مع أن الاستقطاب العكسي من المستثمرين الأفراد ليس محظورًا في حد ذاته. يجب تسجيل جميع الصناديق الأجنبية المراد توزيعها في دولة الإمارات العربية المتحدة لدى هيئة الأوراق المالية والسلع، باستثناء تلك التي تثبت استقطابًا عكسيًا موثقًا.
وُجدت ثلاث شركات إماراتية متورطة في تجارة المنتجات النفطية أو البتروكيماوية الإيرانية، وفرضت عليها وزارة الخارجية الأمريكية عقوبات في يونيو/حزيران 2024. وكانت إحدى هذه الشركات شركة "سي روت شيب مانجمنت إف زد إي"، التي شاركت في نقل المنتجات البتروكيماوية الإيرانية بصفتها المدير التجاري لسفينة "أسترا". أما الشركتان الأخريان، وهما "ألماناك شيب مانجمنت إل إل سي" و"آل أنكور شيب مانجمنت إف زد إي"، فقد شاركتا في نقل المنتجات النفطية الإيرانية بصفتهما المدير التجاري لسفينتي "بيرينيس برايد" و"بارين" على التوالي.
في يوليو 2024، طُرحت شركة سامكو بتروليوم إنرجي (م.م.ح)، الواقعة في المنطقة الحرة بالحمرية، للبيع مقابل 17.7 مليون دولار، مع وعد بتوفير عملية تداول نفط جاهزة. وجاءت هذه الصفقة في ظل العقوبات الأمريكية المفروضة على العديد من تجار النفط في المناطق الحرة بالإمارات العربية المتحدة، وخاصةً الحمرية، لاستمرارهم في التعامل التجاري مع إيران وروسيا. وفي نوفمبر 2023، فرض مكتب مراقبة الأصول الأجنبية (OFAC) عقوبات على اثنتي عشرة شركة في مختلف المناطق الحرة بالإمارات العربية المتحدة لتسهيلها بيع المنتجات الإيرانية في دول ثالثة من خلال شركة سبهر إنرجي، التابعة لهيئة الأركان العامة للقوات المسلحة الإيرانية. وفي مارس 2023، فُرضت عقوبات على المزيد من الشركات العاملة في الإمارات العربية المتحدة لتصديرها منتجات بتروكيماوية من شركة صناعات البتروكيماويات الخليجية الإيرانية إلى الهند وجنوب شرق آسيا. كما دُفعت السلطات الإماراتية إلى وقف الواردات والصادرات الروسية عبر دبي.
في سبتمبر/أيلول 2024، اتفقت الإمارات وأستراليا على اتفاقية للتجارة الحرة، والتي كان من المتوقع أن تزيد من الاستثمار في قطاعي المعادن والطاقة النظيفة المهمين في أستراليا. وكان الاتفاق يقضي بإلغاء التعريفات الجمركية على واردات أكثر من 99٪ من السلع الأسترالية. ومع ذلك، انتقدت النقابات الأسترالية الاتفاقية، مسلطة الضوء على سجل الإمارات السيئ في مجال حقوق الإنسان والعمل، بما في ذلك العبودية الحديثة في ظل نظام الكفالة. كما أعربت ميشيل أونيل عن مخاوفها بشأن استغلال العمال المهاجرين في الإمارات العربية المتحدة، ووصفتها بأنها واحدة من أكثر الأنظمة قمعية التي دخلت أستراليا معها في اتفاقية تجارية ثنائية.

## الموارد البشرية
يبلغ عدد العمالة الوافدة بدولة الإمارات 4,889,853 شخص، 49% منهم يعملون بإمارة دبي.
بيانات العاملين في القطاع الخاص والمسجلين في وزارة الموارد البشرية والتوطين.
التوطين هو مبادرة من حكومة دولة الإمارات العربية المتحدة لتوظيف المزيد من مواطني دولة الإمارات بطريقة هادفة وفعالة في القطاعين العام والخاص., في حين أن البرنامج قائم منذ أكثر من عقد ويمكن رؤية النتائج في القطاع العام، لا يزال القطاع الخاص متخلفًا حيث يمثل المواطنون 0.34 ٪ فقط من القوى العاملة في القطاع الخاص.
في حين أن هناك اتفاق عام على أهمية التوطين لأسباب اجتماعية واقتصادية وسياسية، هناك أيضًا بعض الخلاف حول تأثير التوطين على الكفاءة التنظيمية. ومن غير المعروف حتى الآن ما إذا كان توظيف المواطنين يولد عائدات للشركات متعددة الجنسيات العاملة في الشرق الأوسط، وإلى أي مدى. تحذر الأبحاث الحديثة من أن التوطين ليس دائمًا مفيدًا للشركات العاملة في المنطقة، وتعتمد فعاليته على عدد من العوامل الطارئة., ومع ذلك، في ديسمبر 2009، تم تحديد الأثر الإيجابي لمواطني دولة الإمارات في مكان العمل في مقال صحفي نقلاً عن دراسة غير منشورة حتى الآن، وهذه الميزة هي استخدام الشبكات داخل هياكل السلطة المتطورة.
في عام 2020، أصبح اقتصاد دولة الإمارات العربية المتحدة عرضة لوباء COVID-19، حيث شهد إغلاقًا اقتصاديًا. بين الإمارات، كانت دبي تواجه وضعاً حرجاً، حيث تُرك العمال الوافدون بلا وظائف. بدأ آلاف البريطانيين العاملين في المدينة في بيع ممتلكاتهم لجمع الأموال، حيث أجبرتهم لوائح التأشيرات الصارمة على العودة إلى المملكة المتحدة.
وفقًا لتقرير أبريل 2021 الصادر عن مركز الديمقراطية للشفافية حول «التمييز ضد الأجانب والمغتربين الذين يعيشون في الإمارات مقابل المواطنين الإماراتيين»، على الرغم من الإصلاحات العمالية في الإمارات العربية المتحدة، يواجه الأجانب والعمال المهاجرون، العمال المهرة وغير المهرة، التمييز. والعنصرية ضد مواطني الدولة. كونهم من غير الدول، غالبًا ما يتعرض الأجانب والمغتربون للتمييز في العمل فيما يتعلق بالترقيات والأجور أو عدم المساواة بين الجنسين. تتعلق نتائج البحث الذي أجرته دائرة الثقافة والسياحة (DCT) بالمنظمة حيث يعتمد اقتصاد دولة الإمارات العربية المتحدة إلى حد كبير على العمال الأجانب، وبالتالي يؤدي دورًا دوليًا حاسمًا. تطالب المنظمة الإمارات العربية المتحدة بالالتزام بمبادئ حقوق الإنسان العالمية.
في عام 2023، خضع النظام القانوني لدولة الإمارات العربية المتحدة للتدقيق الدولي، حيث فتح أعضاء البرلمان البريطاني تحقيقا في كيفية معاملة رجال الأعمال الأجانب في البلاد، في حالة اتهامات بخرق القانون. عقدت جلسة لجمع الأدلة، بعنوان التكلفة الحقيقية لممارسة الأعمال التجارية في الإمارات العربية المتحدة، في 14 يونيو في البرلمان. كشفت شهادات الضحايا أن رجال الأعمال الأجانب مذنبون ويعذبون أولا، ثم يثبتون براءتهم لاحقا. ووصفت ميريديث موريسون، رئيسة استخبارات الأعمال في المجموعة الاستشارية للمخاطر، الإمارات بأنها "أكبر مخاطر الأعمال الكامنة في الشرق الأوسط – لأنها المخاطر التي تقع تحت الرادار".,

## الرعاية الصحية
بلغت اعتمادات الرعاية الصحية ووقاية المجتمع بالنسبة للميزانية الاتحادية للعام 2017، 4,2 مليارات درهم أي بنسبة (8,6%) من إجمالي الميزانية العامة، تم تخصصيها لبرامج تطوير النظام الصحي لوقاية مجتمع دولة الإمارات من الأمراض، ولبرامج تطوير السياسات والتشريعات الصحية.
نظام صحي بمعايير عالمية
تتطلع الأجندة الوطنية لرؤية الإمارات 2021 إلى تطبيق نظام صحي يستند إلى أعلى المعايير العالمية. حيث ستعمل الدولة، وبالتعاون مع كافة الهيئات الصحية المحلية على اعتماد كافة المستشفيات الحكومية والخاصة، وفق معايير وطنية وعالمية واضحة من ناحية تقديم الخدمات، وجودة وكفاية الكادر الطبي.
كما قامت الإمارات بوضع إستراتيجية للابتكار في مجالات تقديم خدمات صحية وعلاجية باستخدام التكنولوجيا المتقدمة، وتشجع تطوير الصناعات الدوائية والتقنية الحيوية، إضافة للعمل مع الشركاء الاستراتيجيين على تنمية قطاع الأبحاث الطبية لعلاج الأمراض السائدة.

## استضافة معرض اكسبو 2020
تتمتع إمارة دبي بتاريخ حافلة في مجال التواصل والأفكار الرائدة الجديدة، وهو ما ستكرسه من خلال معرض «إكسبو الدولي 2020» في دبي، والذي تشير التوقعات إلى استقطابه نحو 25 مليون زائر يتوافد 70% منهم من خارج الدولة، مما يجعله الحدث الأكثر عالميةً في تاريخ معارض «إكسبو».
يشكل المعرض منصة استثنائية تتيح للمجتمع العالمي التعاون معاً لاكتشاف الحلول المبتكرة والرائدة للمواضيع الفرعية الثلاثة التي تم تحديدها كعوامل رئيسة للتنمية العالمية:
- الاستدامة

 مصادر دائمة للطاقة والمياه:
في عالم اليوم الذي تتسارع فيه خطى النمو، تتزايد أهمية الابتكارات المميزة في مجال إنتاج وتزويد واستهلاك مصادر الطاقة والمياه النظيفة.
وتتلخص الأهداف الرئيسية للدول المتقدمة والنامية في تحسين فرص الحصول على هذه المصادر الطبيعية الثمينة عبر اتباع أساليب الترشيد المسؤولة والإدارة السليمة والفاعلة، فضلاً عن اعتماد ثقافة الاستدامة.
- التنقل

 أنظمة جديدة للنقل والخدمات اللوجستية:
تعتبر أنظمة النقل والخدمات اللوجستية المتطورة شريان الحياة الذي يربط الناس والسلع والخدمات في جميع أنحاء العالم؛ وهي تتمتع بتأثير كبير على المدن، وأنماط السفرـ وأساليب شحن السلع، ومدى فعالية إيصال المساعدات الإنسانية.
وفي الوقت الذي تواصل فيه الأسواق العالمية مسيرة نموها وتفاعلها، تبدو الحاجة ملحة إلى مصادر جديدة للابتكار بغية إيجاد حلول أكثر تكاملاً.
- الفرص

 سبل جديدة لتحقيق النمو الاقتصادي:
في أعقاب الأزمة المالية العالمية ومع انضمام المزيد من الدول الناشئة إلى الاقتصاد العالمي، تبدو الحاجة ملحةً إلى نماذج عالمية جديدة لتحقيق التنمية الاقتصادية المستدامة والاستقرار المالي.
سيشكل معرض «إكسبو الدولي 2020» في دبي منصة مميزة لتكريس نماذج جديدة لتدفق المقدرات المالية والفكرية الكفيلة بتعزيز روح ريادة الأعمال والابتكار. كما سيركز على اكتشاف سبل الترابط وتحديد الشراكات المحتملة مما يؤدي في نهاية المطاف إلى إنتاج إرث من الابتكارات الجديدة.

## وصلات خارجية
- موقع مصرف الإمارات العربية المتحدة المركزي (بالإنجليزية)
- http://expo2020dubai.ae/ar/theme تاريخ معارض "إكسبو